# جوزيف بافاريا
جوزيف إي. بافاريا، دكتوراه في الطب، FACS، FRCS (Edin) ad hom، (من مواليد 1957) هو جراح قلب وصدر أمريكي وأستاذ الجراحة في جامعة بنسلفانيا ومدير برنامج جراحة الأبهر الصدري.  يعتبر بافاريا من رواد التجارب السريرية لاستبدال الصمام الأبهري المعتمد على القسطرة (TAVR)، وجراحة الأبهر الصدري، وإجراءات الطعم الداخلي للأبهر (TEVAR). كتب أكثر من 600 ورقة بحثية وأسس مركز بنسلفانيا للأبهر. شغل بافاريا منصب الرئيس الثاني والخمسين لجمعية جراحي الصدر (STS) من عام 2016 إلى عام 2017، والرئيس الثالث لمؤسسة جراحة الصدر (TSF) (2019-2022)، ورئيس مجلس إدارة جمعية جراحي الصدر / ACC TVT اللجنة (2017-2020)  والمستشار الدولي للجمعية الأوروبية لجراحة القلب والصدر (EACTS) (2021-2024) حتى عام 2019، أجرى بافاريا ما يناهز 9000 عملية جراحية.

## النشأة والتعليم
ولد بافاريا عام 1957بليتل روك، أركنساس لأم و أب أمريكيين. أمه إليزابيث "جاني" سوانك و والده إدوارد بافاريا. عمل والده كطيار في القوات الجوية الأمريكية حتى بدأ العمل لدى شركة جنرال إلكتريك في عام 1962. التحق بافاريا بمدرسة رياض الأطفال في سينسيناتي حتى الصف الثالث. ثم انتقلت عائلته أولاً إلى دالاس، تكساس ثم إلى بون، ألمانيا أين عاشوا من عام 1967 إلى عام 1970. وفي ألمانيا، عمل والده مع السفارة الأمريكية هناك بفضل الشراكة آن ذاك بين القطاعين العام والخاص بين شركة جنرال إلكتريك والقوات الجوية الألمانية. التحق بافاريا بالمدرسة الأمريكية على نهر الراين. في عام 1970، تمت ترقية والده إلى رئيس قسم المحركات في أوروبا في شركة جنرال إلكتريك، وانتقلت العائلة إلى باريس قبل أن تعود إلى سينسيناتي بعد أربع سنوات في عام 1974. تخرج بافاريا من مدرسة إنديان هيل الثانوية.  التحق بجامعة تولين عندما كان طالبًا جامعيًا وقضى عامًا كطالب تبادل مع مرتبة الشرف في إدنبرة، اسكتلندا. تخرج بمرتبة الشرف من جامعة تولين عام 1979 بدرجة في الهندسة الكيميائية ثم التحق بكلية الطب بجامعة تولين. خلال السنوات التي قضاها في كلية الطب في تولين، حصل على تدريب خارجي في جراحة القلب والصدر في سينسيناتي حيث قرر ممارسة مهنة في جراحة القلب والصدر. تخرج من كلية الطب في تولين وحصل على "جائزة المبضع الذهبي"، وهي أعلى وسام جراحة يحصل عليه طالب الطب. في يوليو 1983، بدأ إقامته كجراح في مستشفى جامعة بنسلفانيا (HUP).

## مسيرته المهنية
أنهى بافاريا إقامته في HUP في عام 1992 وبدأ العمل كأستاذ مساعد لجراحة الصدر والقلب والأوعية الدموية في جامعة بنسلفانيا حتى عام 2004 عندما حصل على أستاذية بروك روبرتس-ويليام مول ميزي للجراحة.
خلال السنوات التي قضاها في التدريس في جامعة بنسلفانيا، كتب بافاريا أكثر من 600 ورقة بحثية وكان محررًا مشاركًا في مجلة حوليات جراحة الصدر.
يتولى بافاريا دور المحقق الرئيسي في جامعة بنسلفانيا، حيث يشرف على التجارب المستمرة للصمام الأبهري عبر القسطرة. وهو يلعب دورًا بارزًا في مجموعة الأبحاث السريرية الديناميكية للقلب والأبهر، حيث يعمل كمحقق رئيسي لأكثر من 40 تجربة من تجارب FDA IDE للمرحلة الأولى والثانية والثالثة التي ترعاها الصناعة. كما أنه يشارك بنشاط في المشاريع البحثية الجارية التي تمولها المعاهد الوطنية للصحة.

## حدد المنشورات
- ماك، مايكل جيه، مارتن بي ليون، كريج آر سميث، دي كريج ميلر، جيفري دبليو موسى، إي مورات توزكو، جون جي ويب وآخرون. "نتائج 5 سنوات من استبدال الصمام الأبهري عبر القسطرة أو استبدال الصمام الأبهري جراحيًا للمرضى الذين يعانون من مخاطر جراحية عالية والذين يعانون من تضيق الأبهر (الشريك 1): تجربة عشوائية محكومة." لانسيت 385، لا. 9986 (2015): 2477-2484.
- مكار، راج ر.، غريغوري ب. فونتانا، حسن جليحاوي، سمير كاباديا، أوغستو د. بيتشارد، باميلا س. دوغلاس، فينود ه. ثوراني وآخرون. "استبدال الصمام الأبهري عبر القسطرة لعلاج تضيق الأبهر الشديد غير القابل للتشغيل." مجلة نيو إنغلاند الطبية 366، لا. 18 (2012): 1696-1704.دُوِي:10.1056/NEJMoa1202277دوى : 10.1056/NEJMoa1202277
- جينيرو، فيليب، جون جي. ويب، لارس جي. سفينسون، سوشيل ك. كودالي، لويل إف. ساتلر، ويليام إف. فيرون، تشارلز جيه. ديفيدسون وآخرون. "مضاعفات الأوعية الدموية بعد استبدال الصمام الأبهري عبر القسطرة: رؤى من تجربة PARTNER (وضع صمام AoRTic TraNscathetER)." مجلة الكلية الأمريكية لأمراض القلب 60، العدد. 12 (2012): 1043-1052.
- سميث، كريج ر.، مارتن ب. ليون، مايكل ج. ماك، د. كريج ميلر، جيفري دبليو موسى، لارس ج. سفينسون، إي. مورات توزكو وآخرون. “عبر القسطرة مقابل استبدال الصمام الأبهري الجراحي في المرضى المعرضين لمخاطر عالية”. مجلة نيو إنغلاند الطبية 364، لا. 23 (2011): 2187-2198.دُوِي:10.1056/NEJMoa1103510دوى : 10.1056/NEJMoa1103510
- بافاريا، جوزيف إي، جيهانجير جيه أبو، ميشيل إس. معكرون، جويل فيرتر، زي-فان يو، آر. سكوت ميتشل، ومحققو جور تاغ. "تطعيم الدعامات داخل الأوعية الدموية مقابل الإصلاح الجراحي المفتوح لتمدد الأوعية الدموية الأبهري الصدري الهابط في المرضى ذوي المخاطر المنخفضة: تجربة مقارنة متعددة المراكز." مجلة جراحة الصدر والقلب والأوعية الدموية، 133، العدد. 2 (2007): 369-377.دُوِي:10.1016/j.jtcvs.2006.07.040دوى : 10.1016/j.jtcvs.2006.07.040
- سفينسون، لارس ج.، نيكولاس ت. كوشوكوس، د. كريج ميلر، جوزيف إي. بافاريا، جوزيف س. كوزيلي، مايكل أ. كوري، هولجر إيجيبريشت وآخرون. "وثيقة إجماع الخبراء حول علاج مرض الأبهر الصدري النازل باستخدام الدعامات الوعائية." حوليات جراحة الصدر، 85، لا. 1 (2008): S1-S41.دُوِي:10.1016/j.athoracsur.2007.10.099دوى : 10.1016/j.athoracsur.2007.10.099
- ماكارون، ميشيل إس، إلين ديلافو، ستيفن تي كي، جريجوريو سيكارد، إليوت تشيكوف، جوزيف بافاريا، ديفيد ويليامز، ريتشارد بي كامبريا، آر سكوت ميتشل، ومحققو جور تاغ. "العلاج داخل الأوعية الدموية لتمدد الأوعية الدموية الأبهري الصدري: نتائج المرحلة الثانية من تجربة متعددة المراكز للبدلة الداخلية الصدرية GORE TAG." مجلة جراحة الأوعية الدموية 41، العدد. 1 (2005): 1-9.دُوِي:10.1016/j.jvs.2004.10.046دوى : 10.1016/j.jvs.2004.10.046
- كين، مارتن جي، سوزان إي ويجرز، تيد بلابيرت، ألبرتو بوتشيتينو، جوزيف إي بافاريا، ومارتن جي سانت جون ساتون. "ترتبط الصمامات الأبهري ثنائية الشرف بتوسع الأبهر بشكل لا يتناسب مع آفات الصمامات المصاحبة." الدورة الدموية 102، لا. ملحق_3 (2000): الثالث-35.دُوِي:10.1161/circ.102.suppl_3.III-35 ثالثا-35

## الحياة الشخصية
خلال السنة الثانية من إقامته الجراحية في مستشفى جامعة بنسلفانيا، التقى بافاريا كيمبرلي فرانكو، عالمة نفس المدرسة. تزوجا بعد أربع سنوات، ولديهما طفلان، ميلاني وإدوارد.

## روابط خارجية
- نبذة عن جوزيف إي. بافاريا على موقع ResearchGate
- الملف الشخصي لبافاريا في بن ميدسين
- مقابلة عام 2016 على قاعدة بيانات الفيديو الجراحية AME (ASVIDE)

1. ↑  a comprehensive program that addresses all aspects of aortic disease, covering thoracic aortic reconstruction and Marfan's Syndrome across multiple disciplines.[4]
2. ↑  "The STS/ACC TVT Registry, created through a collaboration between STS and the American College of Cardiology (ACC), monitors patient safety and real-world outcomes related to transcatheter valve replacement and repair procedures – emerging treatments for valve disease patients. Employing state-of-the-art heart valve technology, transcatheter heart valve procedures provide new treatment options for patients who are not eligible for conventional heart valve replacement or repair surgery."[6]
3. ↑  Bavaria played غولف for his high school in the state championships at جامعة ولاية أوهايو.[9]